# 10205 Pokorný
10205 Pokorný è un asteroide della fascia principale. Scoperto nel 1997, presenta un'orbita caratterizzata da un semiasse maggiore pari a 2,3367810 UA e da un'eccentricità di 0,1218460, inclinata di 5,92916° rispetto all'eclittica.
L'asteroide è dedicato a Zdeněk Pokorný, astronomo della Repubblica Ceca.